# کامه‌یوو
کامه‌یوو (انگلیسی: Kameyevo) یک شهرک در شهرستان میشکینسکی استان باشقیرستان کشور روسیه است.